# Eleccions al Dáil Éireann de 1997

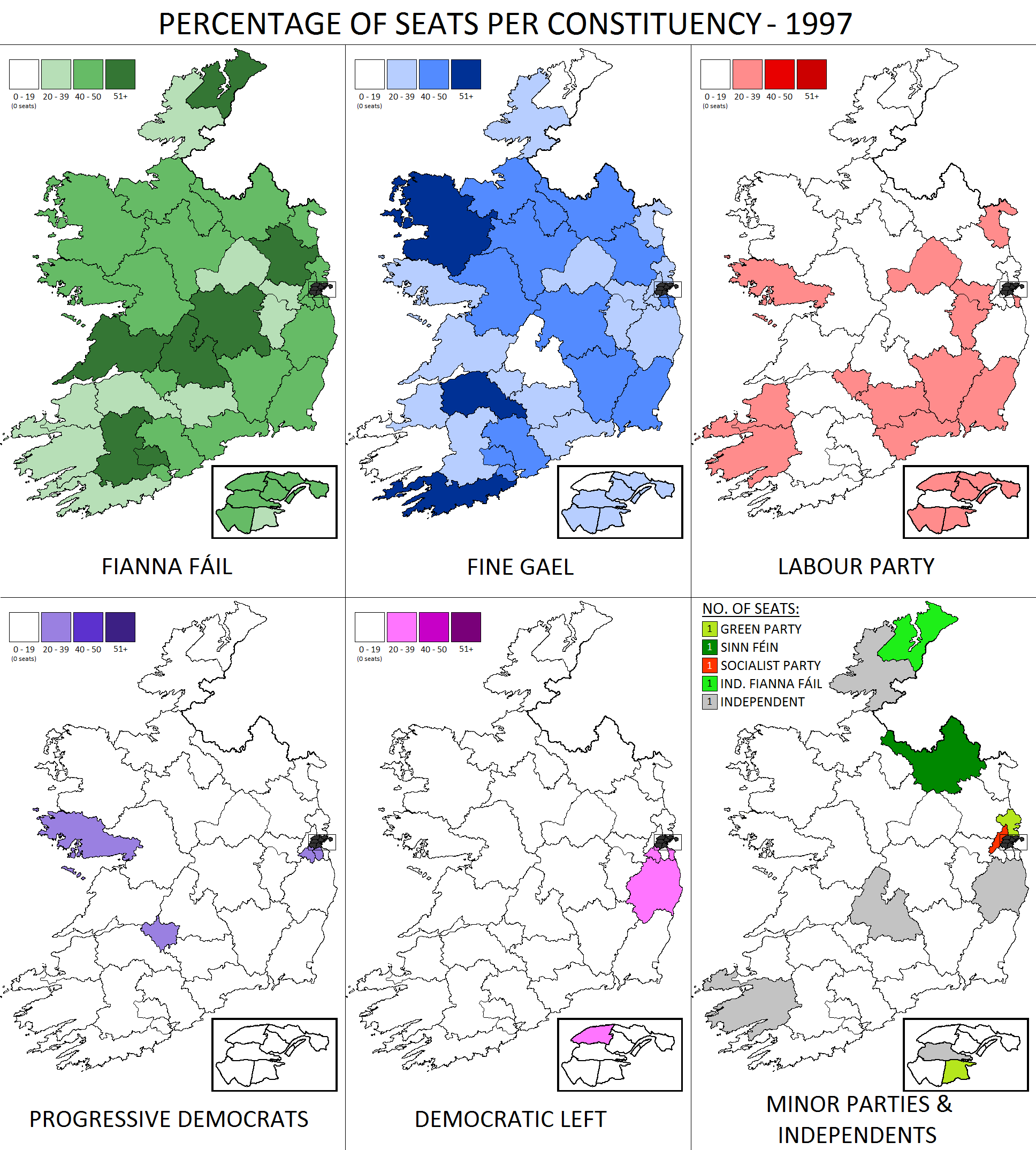
Resultats per circumscripcions i partits

Les eleccions al Dáil Éireann de 1997 es van celebrar el 6 de juny de 1997 per a renovar els 166 diputats del Dáil Éireann. Va guanyar el Fianna Fáil, però el Fine Gael incrementà la seva representació a costa dels Progressive Democrats i dels Laboristes. Així, Bertie Ahern formarà un govern de coalició entre Fianna Fáil i Progressive Democrats. Per primer cop en molts anys, el Sinn Féin obté representació parlamentària al Dáil Éireann.

## Resultats
| Partit                | Líder                | Vot popular | %     | Escons |
| Fianna Fáil           | Bertie Ahern         | 703.682     | 39,3% | 77     |
| Fine Gael             | John Bruton          | 499.936     | 27,9% | 55     |
| Laborista             | Dick Spring          | 186.044     | 10,4% | 17     |
| Progressive Democrats | Mary Harney          | 83.765      | 4,7%  | 4      |
| Democratic Left       | Proinsias de Rossa   | 44.901      | 2,5%  | 4      |
| Verds                 | Roger Garland        | 49.323      | 2,8%  | 2      |
| Sinn Féin             | Caoimhghín Ó Caoláin | 45.514      | 2,5%  | 1      |
| Partit Socialista     | Joe Higgins          | 12.455      | 0,6%  | 1      |
| Independents          |                      | 123.102     | 6,9%  | 6      |